# Jerzy Dymitrowicz

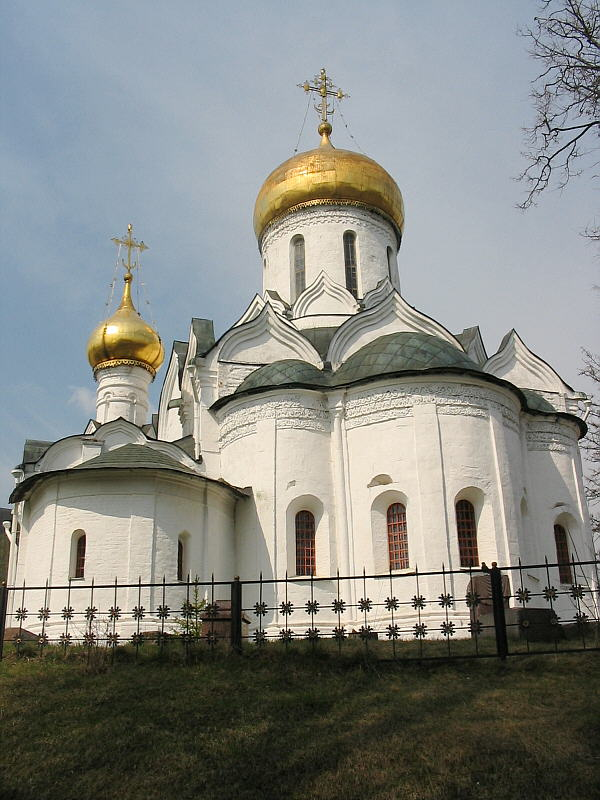
Sobór Narodzenia Matki Bożej w kompleksie monasteru św. Sawy Storożewskiego, zbudowany przez 1405 na zlecenie Jerzego

Jerzy Dymitrowicz zwenigrodzki ros. Ю́рий Дми́триевич (ur. 26 listopada 1374 w Peresławiu Zaleskim, zm. 5 czerwca 1434) – wielki książę moskiewski w 1434 z dynastii Rurykowiczów w opozycji do Wasyla II Ślepego, książę zwenigorodzki i galicki od 1389 do 1421 (de facto do śmierci), książę Dmitrowa w latach 1431–1434.

## Życiorys
Jerzy był trzecim (drugim, który dożył wieku dorosłego) synem Dymitra Dońskiego (wielkiego księcia moskiewskiego w latach 1359-1389) oraz Eudoksji Dymitrówny, córki Jerzego Dymitrowicza smoleńskiego i Olgi riazańskiej. Dymitr uzyskał od chana tytuł wielkiego księcia, który – według rosyjskiej tradycji – miał być dziedziczony w linii najstarszy syn – drugi co do starszeństwa syn itd. Dymitr zmienił jednak linię sukcesji, czyniąc swym następcą Wasyla I i jego dzieci (czyli urodzonego dopiero w 1415 Wasyla II).
W 1389 został udzielnym księciem galickim (ze stolicą w Zwienigorodzie), mieszkając w nim do 1425 i rozbudowując miasto jako niejako konkurencyjne względem Moskwy. Księstwo w 1421 nadał swemu małoletniemu synowi Wasylowi, ale zachował nad nim kontrolę do śmierci. Podczas jego rządów miasto przeżywało swój rozkwit. Wokół kremla usypano system ziemnych wałów, wzdłuż grzbietu których wzniesiono wysoką palisadę z wieżami obronnymi. Resztki drewnianych umocnień przetrwały do dziś. W 1398 roku zbudował monaster św. Sawy Storożewskiego, w 1399 – sobór Zaśnięcia Matki Bożej, a w 1405 – Sobór Narodzenia Pańskiego.
Był wierny swojemu bratu, biorąc udział w kampaniach w Torżoku (1392), Żukotinie k. dzisiejszego Czystopola (1414), Nowogrodzie (1417). Jerzy domagał się rewizji testamentu swego ojca, zwłaszcza że po śmierci Wasyla I w 1425 władzę objął jego małoletni syn. Jerzy rozpoczął przygotowania do akcji zbrojnej, ale metropolita kijowski Focjusz wezwał go do posłuszeństwa nowemu władcy. W roku 1432 poproszony o rozstrzygnięcie sporu chan Złotej Ordy Uług Mehmed (zm. 1446) przyznał tytuł wielkiego księcia moskiewskiego Wasylowi Ślepemu, ale to nie wygasiło roszczeń Jerzego Dymitrowicza, który jednak otrzymał tytuł księcia Dmitrowa. W 1433 roku, gdy Wasyl Kosooki pojawił się na ślubie Wasyla II, matka i regentka księcia Zofia Witoldówna zerwała z niego pas, należący niegdyś do Dymitra Dońskiego. To tylko przyspieszyło kroki Jerzego, który splądrował Jarosław. W kwietniu 1433, gdy Wasyl II właśnie zaczynał samodzielnie rządy po dojściu do lat sprawnych, książę zwenigrodzki wzniecił powstanie przeciw bratankowi i pokonał bratanka nad rzeką Klaźmą, zmuszając go do ucieczki do Kostromy. Zdecydował się nie więzić Wasyla II, lecz nadał mu jako apanaż Kołomnę. Zdobył władzę nad Moskwą w 1433 roku, ale wkrótce nie mając realnego poparcia bojarów pogodził się z Wasylem II i zabronił synom przyjeżdżać do Moskwy. Wasyl II we wrześniu powrócił na tron, zwracając wujowi Dmitrow i zmuszając go do powrotu do Galicza. Jednak w następnym roku, gdy na synów najechał książę Wasyl II, Jerzy pojednał się z nimi. Wasyl II w odwecie najechał na Galicz, jednak Jerzy zdążył uciec na północ do Biełozierska. 16 marca 1434 armie wuja i bratanka starły się pod Rostowem. Jerzy zwyciężył, zmuszając Wasyla do ucieczki do Niżnego Nowogrodu. 31 marca 1434 roku wkroczył do Moskwy, porywając rodzinę Wasyla II i zajmując jego skarbiec. Przygotowywał się do kolejnej kampanii, ale niespodziewanie zmarł 5 czerwca 1434 roku. Tym samym tytuł wielkiego księcia moskiewskiego przeszedł na Wasyla Kosookiego, który miał wówczas 13 lat. Przez dłuższy czas toczyły się walki o władzę, w toku których wielkim księciem moskiewskim został też jego drugi co do starszeństwa syn Dymitr Szemiaka.
W 1400 roku poślubił on Anastazję Światosławę smoleńską, córkę Jerzego smoleńskiego oraz Olegi z Riazania. Doczekali się czterech synów:
- Wasyla Kosookiego (1420–1448), wielkiego księcia moskiewskiego w 1434 roku, księcia dmitrowskiego w latach 1435–1436;
- Dymitra Szemiaki (1421(?)–1453), wielkiego księcia moskiewskiego w latach 1445, 1446–1447;
- Dymitra Krasnego (zm. 1440), księcia Uglicza w 1433, księcia Galicza w latach 1433–1440;
- Fiodora.